# Joshua Trachtenberg
Joshua Trachtenberg (Londres, Inglaterra 1904 – Estados Unidos, 14 de septiembre de 1959) fue un rabino reformista que desarrolló su carrera como líder religioso y académico en Estados Unidos de América.

## Biografía
Trachtenberg nació en Londres pero su familia se mudó a Estados Unidos cuando él apenas tenía tres años. Recibió su ordenación como rabino en el Colegio de la Unión hebrea en 1936, posteriormente sirvió en múltiples comunidades judías. Realizó diversos estudios en muchas áreas relacionadas al judaísmo incluyendo una encuesta sobre las condiciones religiosas en Israel publicada en 1952, estudio que estuvo patrocinado por la Conferencia Central Americana de Rabinos y la Unión de Congregaciones Hebreas Americanas (Unión para el Judaísmo Reformista, a partir de 2003).
Fue presidente del Concilio Comunitario Judío entre 1939 y 1946, mientras fue rabino en Easton, donde fue identificado como parte del Movimiento Obrero Sionista.
Su trabajo más notable fue Jewish Magic and Superstition (1939) la cual fue la disertación que presentó para obtener su Ph.D. en la Universidad de Columbia. Después vino otro trabajo notable The Devil and the Jews (1943), el cual examina la relación de las concepciones del antisemitismo medieval y el moderno. En 1944 escribió Consider the Years, una historia de la comunidad judía de Easton en la cual había presidido.
Murió en 1959 a causa de un ataque al corazón en las oficinas de su sinagoga en Nueva Jersey.